# مارفن ليونارد غلدبيرجر
مارفن ليونارد غلدبيرجر (بالإنجليزية: Marvin Leonard Goldberger)‏ هو فيزيائي نظري وأستاذ جامعي وفيزيائي أمريكي، ولد في 22 أكتوبر 1922 في شيكاغو في الولايات المتحدة، وتوفي في 26 نوفمبر 2014 في لاهويا في الولايات المتحدة.